# راسموس إيلم

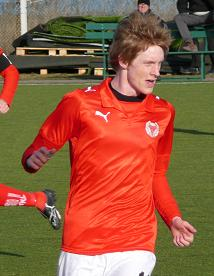

راسموس كريستوفر إلم (بالسويدية: Rasmus Cristoffer Elm) (مواليد 17 مارس 1988 في كالمار، السويد) لاعب كرة قدم سويدي يجيد اللعب في مركز الوسط المحوري ويلعب حاليا في إيه زد ألكمار الهولندي منذ 2009.

## روابط خارجية
- راسموس إيلم على موقع الاتحاد الدولي (مؤرشف)  (الإنجليزية)
- راسموس إيلم على موقع الاتحاد الأوربي (الإنجليزية)
- راسموس إيلم على موقع اتحاد السويد (السويدية)
- راسموس إيلم على موقع إي إس بي إن إف سي (الإنجليزية)
- راسموس إيلم على موقع قاعدة بيانات كرة القدم.إي يو (الإنجليزية)
- راسموس إيلم على موقع ناشيونال فوتبول تيمز (الإنجليزية)
- راسموس إيلم على موقع Soccerbase.com (لاعب) (الإنجليزية)
- راسموس إيلم على موقع Soccerway.com (الإنجليزية)
- راسموس إيلم على موقع عالم كرة القدم.نت (الإنجليزية)
- راسموس إيلم على موقع AS.com (الإسبانية)